# Юліх-Клеве-Берг (провінція)
Юліх-Клеве-Берг (нім. Jülich-Kleve-Berg) — одна з десяти провінцій, утворених у Пруссії у 1815 році після Віденського конгресу. Адміністративний центр — місто Кельн. У 1822 році була ліквідована і разом з провінцією Нижній Рейн утворила нову укрупнену Рейнську провінцію.

## Історія
У 1815 році за підсумками Віденського конгресу після закінчення Визвольної війни в Німеччині територія Королівство Пруссія була значно збільшена. У 1815—1816 роках для кращої організації численних новопридбаних земель у Пруссії було запроваджено провінційний поділ. У числі десяти створених були і дві рейнські провінції — Велике герцогство Нижнього Рейну зі столицею в Кобленці і Юліх-Клеве-Берг зі столицею в Кельні. Останню утворили не тільки території, що вже раніше перебували у володіннях Пруссії і остаточно закріплені за нею Віденським конгресом, такі як Герцогство Клевське і частини колишніх Гельдерна і графства Мерс, але й численні нові території в Рейнській області: Берзьке герцогство і більша частина Юліського герцогства (втім, без самого міста Юліх, яке опинилося у складі провінції Нижній Рейн), Кельнське курфюрство, вільне імперське місто Кельн та інші численні дрібні володіння. Таким чином, провінція Юліх-Клеве-Берг включила в себе території, що входили під час наполеонівських воєн у маріонеткове наполеонівське Велике герцогство Берзьке. Включення даної території в прусську державу проходило повільно та проблематично через дії тут наполеонівського цивільного та торговельного права.
Майже від утворення, обидві провінції, Нижній Рейн і Юліх-Клеве-Берг, називалися «рейнськими провінціями». У червні 1822 року відбулося їхнє офіційне об'єднання в нову Рейнську провінцію.
Єдиним обер-президентом провінції був Фрідріх цу Солмс-Лаубах (нім. Friedrich zu Solms-Laubach).

## Адміністративний устрій

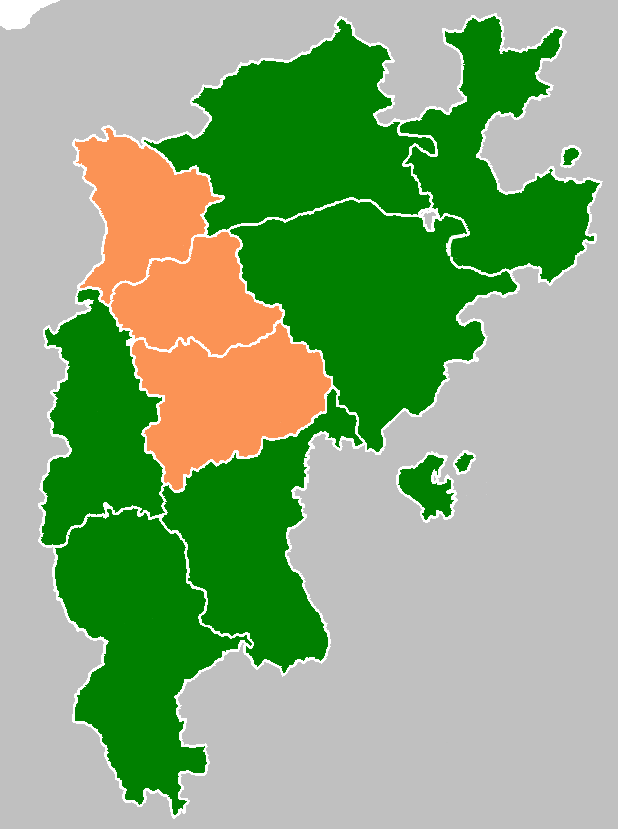
Округи провінції Юліх-Клеве-Берг виділені оранжевим кольором

На території провінції існувало три адміністративних округи:
1. Адміністративний округ Дюссельдорф, центр — Дюссельдорф
2. Адміністративний округ Клеве[de], центр — Клеве
3. Адміністративний округ Кельн, центр — Кельн

В 1822 після об'єднання провінцій Юліх-Клеве-Берг і Нижній Рейн округ Клеве також був скасований і повністю переданий до складу округу Дюссельдорф.

## Обер-президенти
Посаду обер-президента введено в Пруссії, згідно з указом від 30 квітня 1815 року про поліпшення провінційного управління в Пруссії (нім. Verordnung wegen verbesserter Einrichtung der Provinzial-Behörden). Провінція Юліх-Клеве-Берг за її недовгу історію мала лише одного обер-президента.
| Роки      | Обер-президент          |
| --------- | ----------------------- |
| 1815-1822 | Фрідріх цу Золмс-Лаубах |